# ウェストポート (アイルランド)

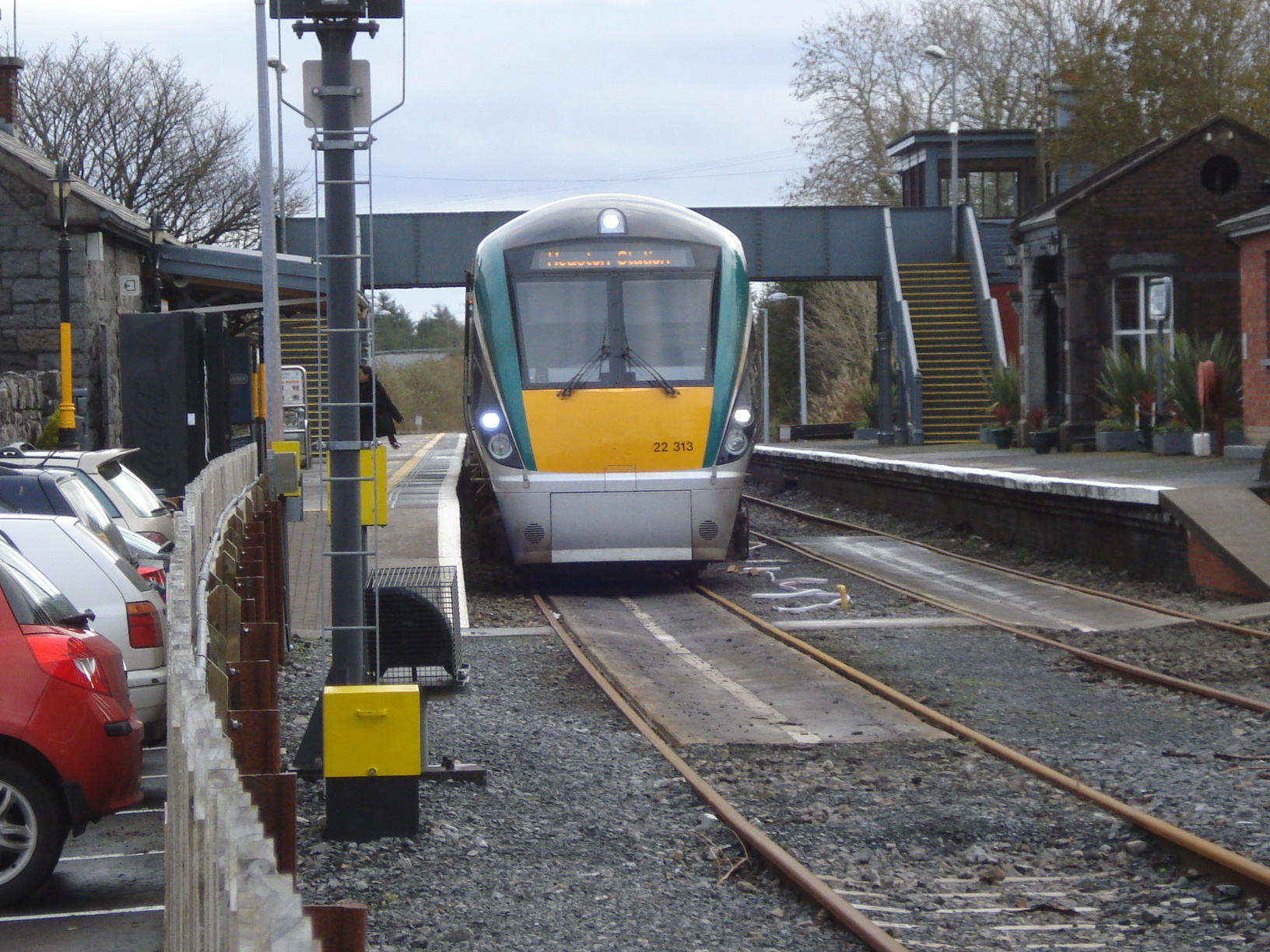
ウェストポート鉄道駅

ウェストポート(Westport)はアイルランド・メイヨー県の町である。アイルランド語での表記はCathair na Martで、「肉牛の石の砦」を意味し、Cahernamart(カアーナマート)と英語化された。アイルランド西岸の大西洋の入海、クルーベイの南東端にある。
町の設計図は、近くの大邸宅ウェストポートハウスのジョン・ブラウンが、彼の雇っていた労働者や小作人の住む場所として依頼した。彼は700人の住人がいた元のカアーナマートの村を排除し、ウェストポートハウスの庭への道をあけた。
現在の町の中心部は、初め1780年にＪ・ワイアットによってジョージ王朝風の建築様式で設計された。そのレイアウトは、13世紀にノルマン人によって持ち込まれた中世の都市デザインの原則に従う。独特の特徴は、川が町の構成の中に取り込まれていることである。キャロウベッグ川の両岸2ブロックにわたって、低い石造りの壁が川をまたぐ数本の橋を交えた魅力的な並木道「モール(Mall)」を形成している。レイアウトにはさらに数本の並木道が含まれ、間口の狭い商業ビルにつながっている。それらはアイルランドに典型的にみられる建物だが、その多くには他類なき洗練と魅力が残されている。警察署のように、近頃こうした地区の中に作られた建物の中には、都市構造の本来の連続性の保存がもっとうまくいかなかった例もある。
現地では"the Reek"として知られている有名な巡礼山、クロー・パトリックはマリスクとレキャンベイの村の近くの町からおよそ10km西にあり、町の魅力的な背景となっている。頂上にある教会は、ウェストポートからは肉眼で辛うじて確認できる。
ウェストポートは旅行先として人気があり、クオリティ・オブ・ライフにおいて高得点を収めている 。また、Irish Tidy Towns Competitionで2001年,2006年,2008年の3回最高賞を受賞しており、2012年にはアイリッシュ・タイムズ主催のアイルランド一住みよい場所コンテストでも優勝している。

## 歴史

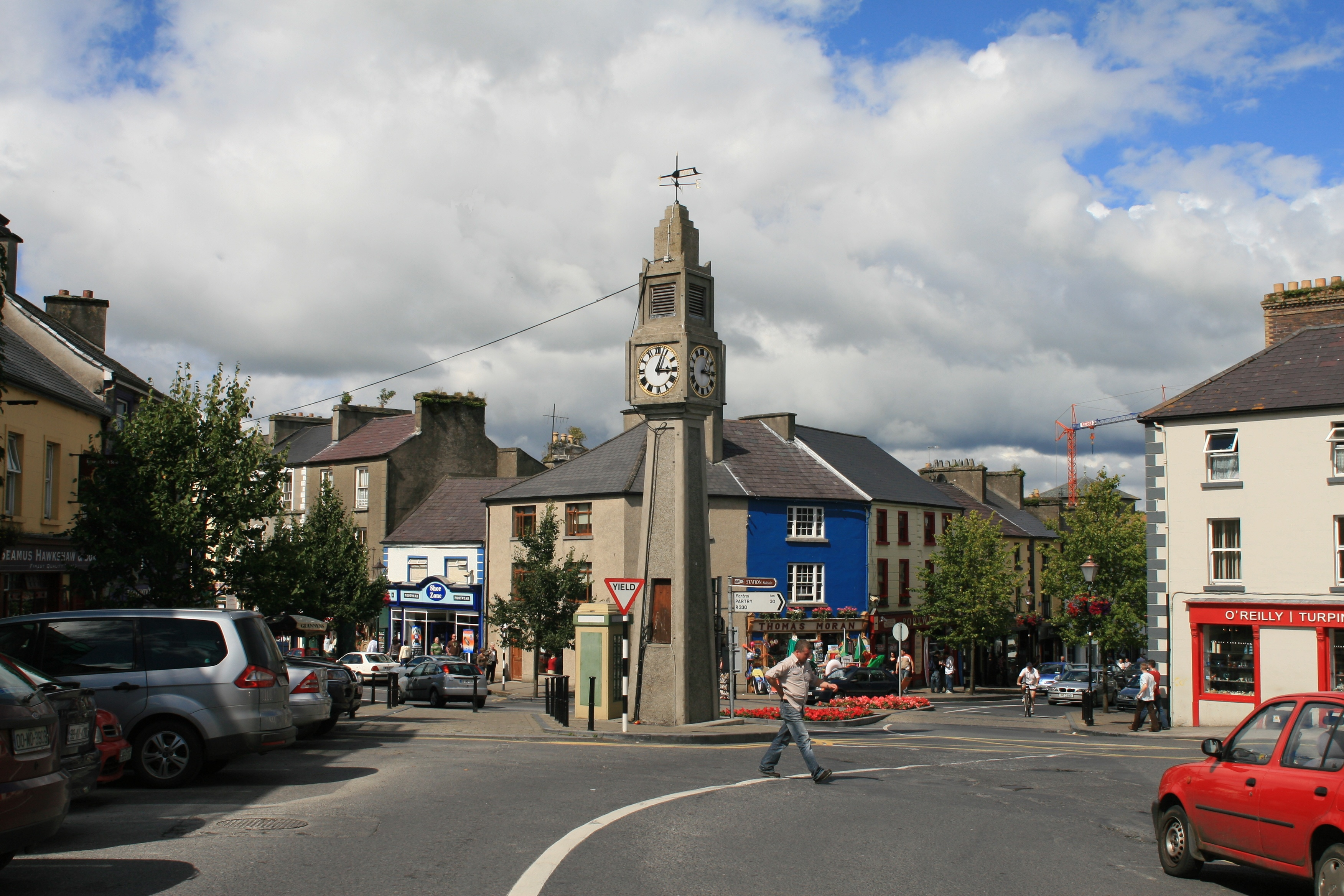
町中心部の時計台

ウェストポートは16世紀の城郭Cathair na Mart(由来は「肉牛の石の砦」または「縁日の街」)とそれを取り巻く住民に始まる。当時は、クルーベイを統治しUmaillとして知られていた現地の強力な船乗りÓ Máille 氏族の支配を受けていた。
最初のCathair na Martの村は、現在ウェストポートハウスの正面(東)の芝地があるあたりに存在していた。1本の大通りと、川へと続く路地があり、人口は700人ほどであった。また、小さな港がキャロウベッグ川河口にあった。村からは西(West Road)、南(Sandy Hill Road)、東(Old Paddock Road)へそれぞれ道が通じている。1780年に、ウェストポートハウスのブラウン一家が庭園への道を開けるために町を現在の場所に移し、ウェストポートに名前を変えた。
ウェストポートは史跡の街と称され、計画的に形成された町が少ないアイルランドでは珍しい存在である。 町のデザインは、イングランドの建築家ジェームズ・ワイアットが手掛けた。彼はまた、スライゴ―侯爵の邸宅ウェストポートハウスを完成させ、その食堂を設計した。ウェストポートハウスは初め、1730年代にドイツ人建築家リチャード・カースルズによって、Ó Máille Castleが元あった場所の近くに建てられた。ジェームズ・ワイアットによる町の設計で最も注目すべき点は、キャロウベッグ川に沿った並木道、モールである。20世紀後半以降、ウェストポートは新たな地区を吸収して拡大していった。中でも人口の多い地区は、スプリングフィールド(Springfield)、キャロウベッグ・エステート(Carrowbeg Estate)、ホーカンズ・ヒル(Horkans Hill)、シダー・パーク(Cedar Park)、フェアウェイズ(Fairways)、ノックラニービレッジ(Knockranny Village)、シャーキー・ヒル(Sharkey Hill)などである。

## ウェストポートハウス

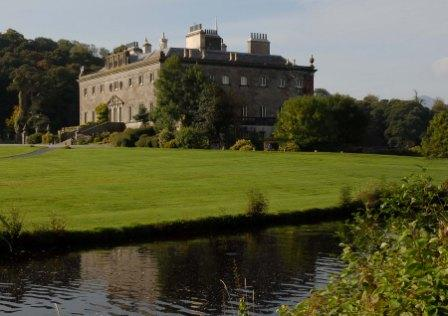
ウェストポートハウス(2008年)

18世紀にリチャード・カースルズ、ジェームズ・ワイアットという著名な建築家たちによって設計された後、湖、テラス、庭園があり、クルーベイ、大西洋、アキル島、クレア島、アイルランドの神聖な山クロー・パトリック を見渡せる緑地の中に、ウェストポートハウスは置かれた。
ウェストポートハウスはブラウン一家が建てたものだが、一家は今もなおそれを私的に所有している。ブラウン一家は、ジャマイカの奴隷制大農園の富裕な経営者、ハウ・ピーター・ブラウン(スライゴ―侯爵二世)とその妻のヘスター・キャサリン・デ・バーグ侯爵夫人、さらには16世紀の海賊でUmaillの女王グレイス・オマリーらの直系の子孫である。
ウェストポートハウスで行われる展覧会では、ハウ・ピーター・ブラウンを「奴隷の覇者」と呼称する。「ブラウン氏は奴隷たちを彼らが生まれてから死ぬまで搾取し、議会の決議により奴隷制度が廃止されるまで彼らを解放しなかった。そして、奴隷を失った埋め合わせとして多額の賠償をイギリス政府に要求し受け取った。」ということを、ある歴史家が誇張だと断りつつ暗に指摘したものである。
最初のウェストポートハウスはジョン・ブラウン大佐とその妻モード・バークが建造した。ジョン・ブラウン大佐はリメリックを包囲していたジャコバイトで、妻モード・バークはグレイス・オマリーの玄孫である。当時ウェストポートハウスには湖やダムは無く、城壁に沿って湖面が満ち干していた。

## 人口統計
2006年と2011年に行われた最新2回の一斉調査の間、人口は5163人から5543人に増えたのみで、顕著な増加はみられなかった。

## 文化
ウェストポート出身の人々は伝統的に「カヴィーズ」(Coveys)として知られている。数十年前まではカヴィー方言は残存していて、例えば女性をdonerと表すなど、外部の人間には理解することができなかった。今日でも、カスルバーなど近隣の地域の住人は、穏やかにけなしたり親しみを込めたりという意味でウェストポートの人々のことをカヴィーズと呼ぶ。
チーフタンズのマット・モロイは、ブリッジ通りにパブと音楽会場を所有している。

## メディア
ウェストポートには、町に根ざした1892年創刊の地方新聞、『メイヨー・ニューズ』(Mayo News)がある。 『メイヨー・アドヴァタイザー』(Mayo Advertiser)もあり、町の多くの会社で読めるだけでなく、この地域の一軒一軒に配達される。 その他広く読まれている地方新聞には、『ウェスタン・ピープル』(Western People) や『コノート・テレグラフ』(Connaught Telegraph)がある。

## 観光

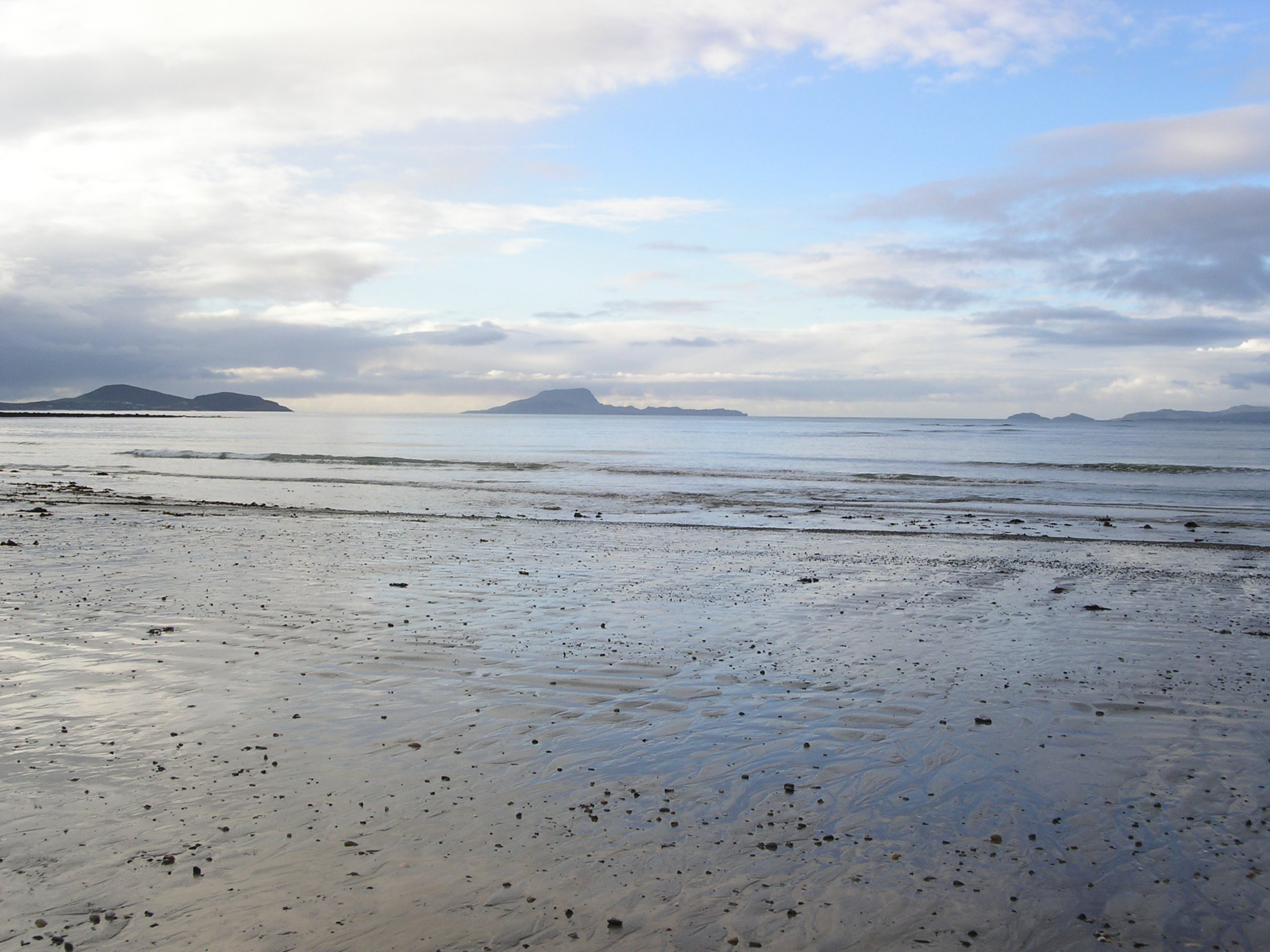
クルーベイに浮かぶクレア島

ウェストポートは、国内外の行楽客に人気のあるメイヨー県の主要な観光地である。
1842年に、イギリスの小説家ウィリアム・メイクピース・サッカレーはウェストポートを訪れ、町のことに言及している。
観光客がウェストポートを訪れるのにはいくつか理由があるが、風景、パブやレストラン、ブルーフラッグビーチ、クロー・パトリックなどが挙げられる。コネマラ山地、アキル島、クルーベイ、クロー・パトリックに近く、ホテルやゲストハウスがあるため、この地域を旅行する行楽客の拠点となっている。
ウェストポートハウスとパイレーツ・アドベンチャー・パークは家族連れに人気がある。ウェストポートには18ホールのゴルフコースがあり、近くには9ホールのコースもある。
2008年1月、ウェストポートは世界で初めてGoogle Earthで完全3D化された。

## 国家間提携
ウェストポートは、フランス・ブルターニュ地方のプルガステル＝ダウラ、北アイルランド・ロンドンデリー県のリマバディーと姉妹都市である。リマバディーとの結びつきは1980年代に始まり、2002年に公式的な批准とセレモニーが行われた。また、ケニヤにあるアロアの街とも提携しており、ウェストポートの人々はアロアのインフラ整備に寄与してきた。

## 宗教

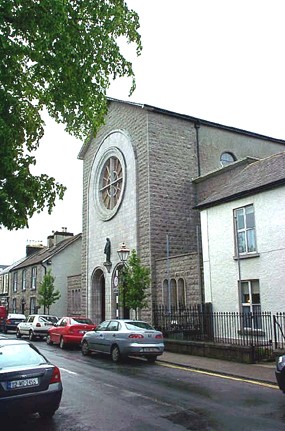
カトリックの聖メアリー教会

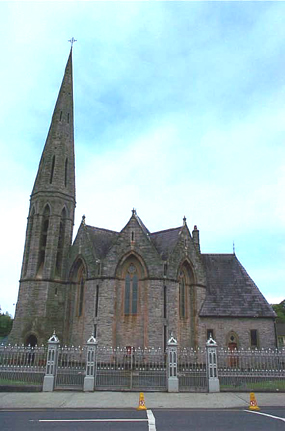
アイルランド国教会の聖三位一体教会

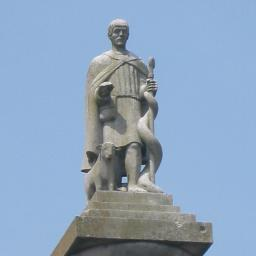
オクタゴンの聖パトリック像

町には、カトリックの聖メアリー教会、アイルランド国教会の聖三位一体教会、カルヴァリ福音派のウェストポート教会、エリムペンテコステ派 のアメージング・グレース教会の4つの教会がある。かつて、メソジストの教会がモールにあったが、現在はレストランとなっている。
- 19世紀のウェストポートの教会の記録(アイルランド国教会、メソジスト、カトリック、一般市民、墓石銘などについて) とその他の史料は、バリンローブ(Ballinrobe)にあるサウスメイヨ―・ファミリーリサーチセンター(South Mayo Family Research Centre) と ウェストポート・キー(Westport Quay)にあるクルーベイ・ヘリテージセンター(Clew Bay Heritage Centre) に保存されている。

## 教育
ウェストポートには、2つの中等学校と4つの小学校、2009年に開校したウェストポート専門学校(Westport College of Further Education)がある。中等学校はライス・コレッジ(Rice College)(生徒数570余りの男子校) と聖心学校(Sacred Heart School)(生徒数500人余りの女子校) の2つである。

## 交通機関

### 鉄道
首都ダブリンにあるダブリン・ヒューストン駅から伸びる全長250 kmのダブリン-ウェストポート/ゴールウェイ鉄道線は、ウェストポートを終点とする。この路線はウェストポートとカスルバーを繋いでいる。ウェストポート鉄道駅は1886年1月28日に開業した。もともとこの路線は1875年1月1日に開業したウェストポート・キー駅まで伸びていたが、その区間の路線は1977年4月をもって廃止された。この区間の線路は、1977年にCIEによって一夜のうちに撤去された。地元の不安を解消するために、この延長区間の路床の大部分は公立の散歩道へと転換され、今日でもなお利用できる。また、アキル島へと続く支線もウェストポート駅からかつて分岐していたが、1937年に廃止された。

### 自転車
グレート・ウェスタン・グリーンウェイは、ニューポートとマルランニーを経由するアキル島への支線ミッドランド・グレート・ウェスタン・レイルウェイに並行するグリーンウェイ・レイル・トレイルである。

### 道路
N5主要国道もまた、ウェストポートとカスルバーを結んでおり、ロングフォード付近でダブリンへと向かうN4とも接続する。他にも、ウェストポートを通る他の主要な道としてN59第2国道がある。

### 航空
町から60 km (37 mi)離れたところに、地方空港アイルランド・ウェスト・エアポート・ノックがある。

## 人々
- ジョン・マクブライド少佐(en:John MacBride)を追悼する記念碑がMallに立っている。彼は1865年に生まれ、第二次ボーア戦争でイギリスと戦ったボーア人軍に入隊した。位を少佐まで上げていったが、1916年、イースター蜂起に参加した罪で処刑された。ノーベル平和賞を受賞したショーン・マクブライドの父である。
- イギリス陸軍でヴィクトリア十字章を受章したコーネリアス・カフランが、この地域に埋葬されている。
- アイルランド人作家ジョージ・A・バーミンガム(本名ジェームズ・ハネイ)は、長年の間ウェストポートのプロテスタントの教区牧師であった。彼が書き大当たりした劇ジョン・リーガン将軍が上演されているとき、彼は不名誉にも暴動を引き起こすこととなってしまった。地元の人々は登場人物が自分たちをもとにしているということを認識し始めたのだが、それは彼らにとっては侮辱的なことであったのである。

## スポーツ
ゲーリック・フットボールクラブ(Gaelic football club)、ウェストポート・ユナイテッドサッカークラブおよびラグビークラブは、県大会、全国大会の双方において立派な伝統を誇る。Failte Irelandによって、ウェストポートとその周辺の地域はアドベンチャースポーツの第一の中心地とされてきた。毎年八月に、その種の中では世界で最も規模の大きいマルチアドベンチャースポーツレースのゲールフォースウェスト(Gael Force West)が、一日がかりで開催される。また、乗馬、サーフィン、シーカヤック、 ウィンドサーフィンやセーリングの学校、その他アドベンチャースポーツの本拠地でもある。

### 釣り
ウェストポートには、クルーベイで海釣りをしたり近くにある数多くの湖や川での淡水魚釣りをしたりといった機会が豊富にあることから、釣りの中心地として人気がある。
クルーベイ自体、毎年数多くの大会が開催される海釣りの中心地として国際的に認知されている。 アイルランドではガンギエイ釣りの最高の会場であることで有名で、160ポンドのシロガンギエイが釣り上げられたというアイルランド記録がある。また、エイラクブカやサメやエイの釣りにも最適な場所のうちの一つとされる。

### ゲーリック・ゲームズ
ウェストポートGAAクラブ(CLG Chathair na Mart)は、19世紀までさかのぼる長い歴史を持つ。ゲーリックフットボールはそのクラブで行われる主な競技である。

### ゴルフ
ウェストポート・ゴルフクラブは、2009年に『ゴルフダイジェスト』誌によって、アイルランドのトップ100のゴルフコースのうち43番目にランク付けされた。そこでは、1989年のレディース・ホーム・インターナショナルズ(Ladies Home Internationals)や、直近では1997年に開催された計3回に及ぶアイルランドアマチュア限定選手権(Irish Amateur Close Championship)という、有名なトーナメントが開催されてきた。また、2002年にはアイルランドPGA選手権も開催された。

### サッカー
ウェストポート・ユナイテッドは、1911年に立ち上げられた。2005年にキルケニーで開催されたFAI Junior Cupで優勝し、ホームマッチはSports Parkで行った。クラブカラーは赤と黒である。2012年のConnaght Cupでも優勝している。

### ラグビー
ウェストポート・ブルズ・ラグビー・クラブは、町から数km外に出たところにある。

### ヨット競技
メイヨ―・セーリング・クラブは、町から数km外に出たところのロスモニー(Rosmoney)にある。

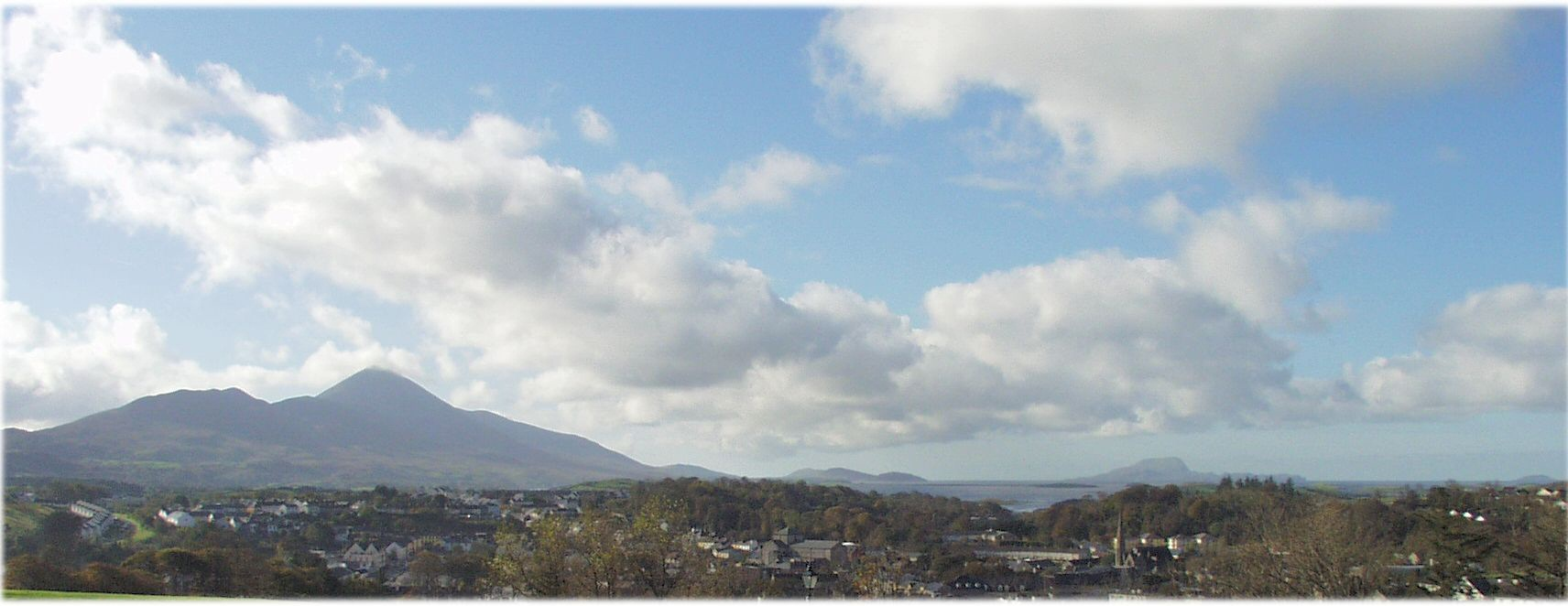
カスルバー側から見たウェストポートの全景。左手にはクロー・パトリック、右手にはクレア島が見える。